# Albatros D.V
O Albatros D.V foi um avião de caça e de reconhecimento armado monoposto alemão utilizado pela Luftstreitkräfte, durante a Primeira Guerra Mundial. O D.V foi o desenvolvimento final da família Albatros D.I, e o último caça Albatros em serviço operacional. Apesar de suas conhecidas deficiências e obsolescência geral, cerca de 900 aeronaves D.V e 1 612 D.Va foram construídas antes que de a produção ser interrompida no início de 1918. O D.Va continuou em serviço operacional até o final da guerra.

## História

### Desenvolvimento e Características
Em Abril de 1917, a Albatros-Flugzeugwerke GmbH recebeu uma ordem da Inspektion der Fliegertruppen (Idflieg) para conceber uma versão melhorada do seu modelo predecessor, Albatros D.III. Os engenheiros da Albatros Werke, tinham portanto em mãos a tarefa de conceber um modelo manobrável e ao mesmo tempo mais rápido que o modelo anterior.
Um modelo do Albatros D.IV havia sido desenvolvido com uma fuselagem mais arredondada em comparação com os modelos anteriores, que eram de superfície plana.No entanto o seu motor experimental Mercedes apresentava-se "demasiado temperamental". O Albatros D.IV também apresentou um retorno às asas de acordes iguais ao estilo Albatros D.II, no entanto, o desempenho foi pouco inspirador e a instalação do motor causou problemas, de modo que o modelo não foi perseguido, embora sua fuselagem tenha sido mantida para a série D.V, que retornou à asa de suporte em 'V' sesquiplana.
O protótipo resultante foi lançado no final daquele mês.
O Albatros D.III tinha um defeito na asa inferior que levava à falta de resposta da asa inferior num mergulho íngreme. Sendo incapazes de encontrar a razão para tal  problema, os engenheiros moveram os controlos dos ailerons da asa inferior para a asa superior.
Os voos de teste foram realizados na Primavera de 1917. O Albatros D.V se parecia muito com o Albatros D.III e usava o mesmo motor Mercedes D.IIIa de 127 kW (170 hp) .

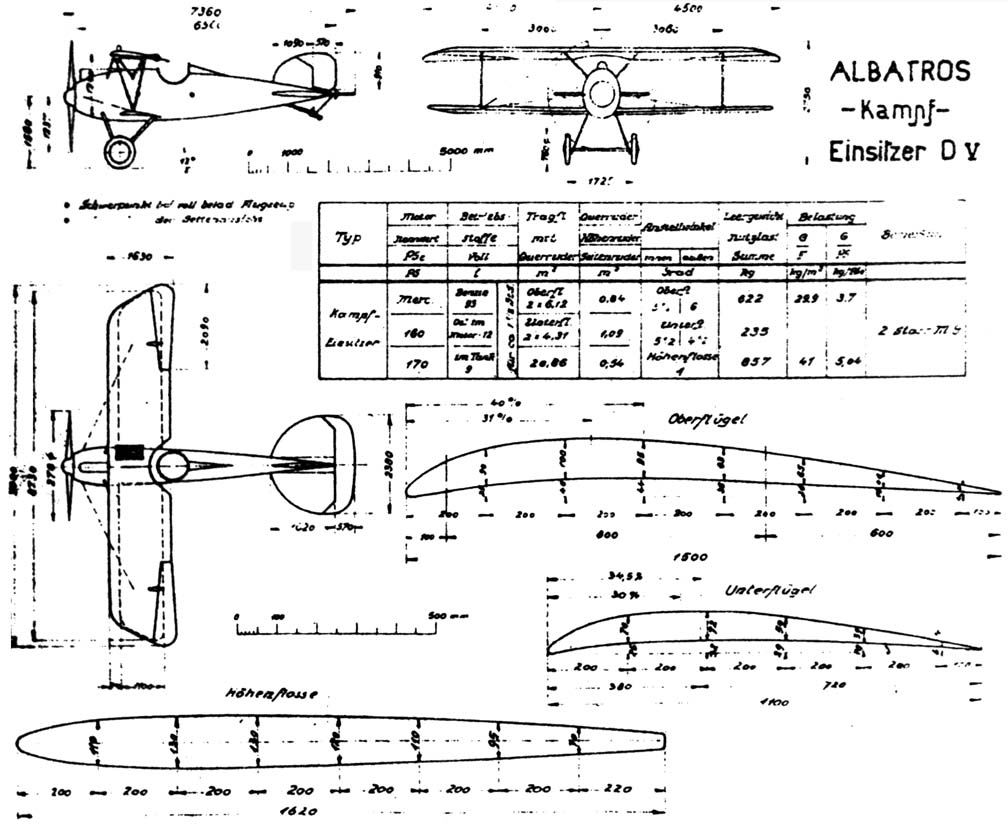
Características e desenho do Albatros D.V

A diferença mais notável foi uma nova fuselagem de seção transversal totalmente elíptica, 32 kg (71 lb) mais leve que a fuselagem parcialmente plana dos projetos anteriores de D.I ao D.III.  A nova seção elíptica exigia um prolongamento adicional em cada lado da fuselagem e a barbatana, o leme e o rabo permaneciam inicialmente inalterados em relação ao D.III. O protótipo do Albatros D.V manteve o leme padrão do D.III de Johannisthal, mas os exemplos de produção usaram o leme ampliado apresentado nos D.III construídos pela subsidiária Ostdeutsche Albatros Werke (OAW).  O D.V também apresentou uma hélice maior e nadadeira ventral.
Comparado com o D.III, a asa superior do D.V estava 121 mm (4,75 pol) mais próxima da fuselagem, enquanto as asas inferiores eram presas à fuselagem sem uma carenagem . As asas D.V eram quase idênticas às do padrão D.III, que adotou um arranjo de asa sesquiplana amplamente semelhante ao Nieuport 11.A Idflieg realizou testes estruturais na fuselagem, mas não nas asas do Albatros D.V.
Os primeiros exemplos do D.V apresentavam um grande apoio de cabeça, geralmente removido em serviço, porque interferia no campo de visão do piloto.  O apoio de cabeça foi excluído do segundo lote de produção. As Aeronaves do modelo D.V implantadas na Frente Palestiniana usavam dois radiadores de asa, para lidar com o clima mais quente.
A Idflieg emitiu contratos de produção para 200 aeronaves D.V em abril de 1917, seguidos por pedidos adicionais de 400 em maio e 300 em julho.  A produção inicial do D.V foi realizada exclusivamente pela fábrica de Johannisthal, enquanto a fábrica de Schneidemühl produziu o D.III até o final de 1917.

### Histórico Operacional
Os esquadrões de caças alemães começaram a receber o Albatros D.V em Maio de 1917.
O D.V entrou em serviço em maio de 1917 e falhas estruturais da asa inferior ocorreram quase que imediatamente.
Em 2009, Guttman escreveu que "dentro de um mês a Idflieg estava realizando testes de stress tardios e concluindo, para seu desespero, que o layout da asa sesquiplana do D.V era ainda mais vulnerável do que o de seu antecessor". As seções externas da asa superior do D.V também sofreram falhas, exigindo reforço de arame adicional e a fuselagem às vezes rachada durante aterragens irregulares. Contra esses problemas, o D.V ofereceu  poucas melhoria no desempenho. Os pilotos da linha de frente ficaram consideravelmente consternados e muitos preferiram o D.III mais antigo; Manfred von Richthofen foi crítico da nova aeronave. Em uma carta de julho de 1917, ele descreveu o D.V como "tão obsoleto e tão ridiculamente inferior ao inglês que não se pode fazer nada com esta aeronave". Testes britânicos de um D.V capturado revelaram que a aeronave era lenta para manobrar, pesada nos controles e lenta.

#### Problemas e a variante Albatros D.Va
Com todas as análises críticas do Albatros D.V, a Albatros Werke respondeu com o D.Va , que apresentava longarinas mais fortes, costelas da asa mais pesadas e uma fuselagem reforçada.
Após vários meses de experiência de combate demonstraram que os problemas com a asa inferior não tinha sido resolvido. Em resposta, os engenheiros da Albatros Werke moveram os controlos do aileron de asa inferior de volta para a asa inferior e reforçaram ponto de conexão do suporte em forma de "V". Em adição, o motor mais poderoso Mercedes D.IIIaü foi instalado. Com estas alteração no modelo, foi assim denominada esta nova variante de Albatros D.Va.
O D.Va modificado era 23 kg (51 lb) mais pesado que o D.III, mas os problemas estruturais não foram totalmente curados. O uso do motor Mercedes D.IIIaü de 130 kW (180 hp) de alta compressão compensou o aumento de peso do D.Va.  O D.Va também reverteu para a ligação do cabo D.III aileron, percorrendo a asa inferior e depois para os ailerons, a fim de fornecer uma resposta de controle mais positiva. As asas do D.III e D.Va eram intercambiáveis.  Para fortalecer ainda mais a asa, o D.Va adicionou uma pequena cinta diagonal conectando o suporte interplanetário frontalpara a borda principal da asa inferior; o suporte também foi adaptado para alguns D.V.

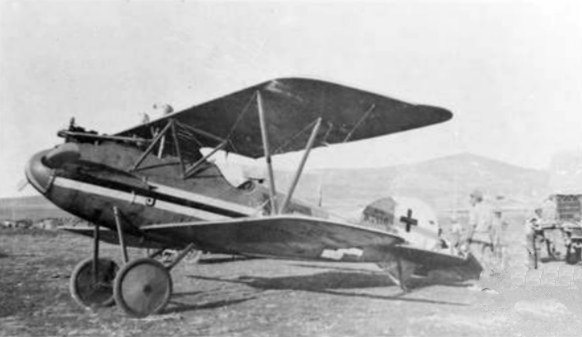
Albatros D.Va capturado por forças australianas na Frente Palestiniana em 1918

Esta variante foi produzida tanto na fábrica da Albatros-FlugzeugWerke GmBh em Johannisthal, Berlim como na sua subsidiária Ostdeutsche Albatros Werke (OAW).
O Albatros D.Va foi usado contra aviões inimigos. Os pilotos notaram uma excelente visibilidade e manuseamento, velocidade aceitável e uma razão de subida suficiente.

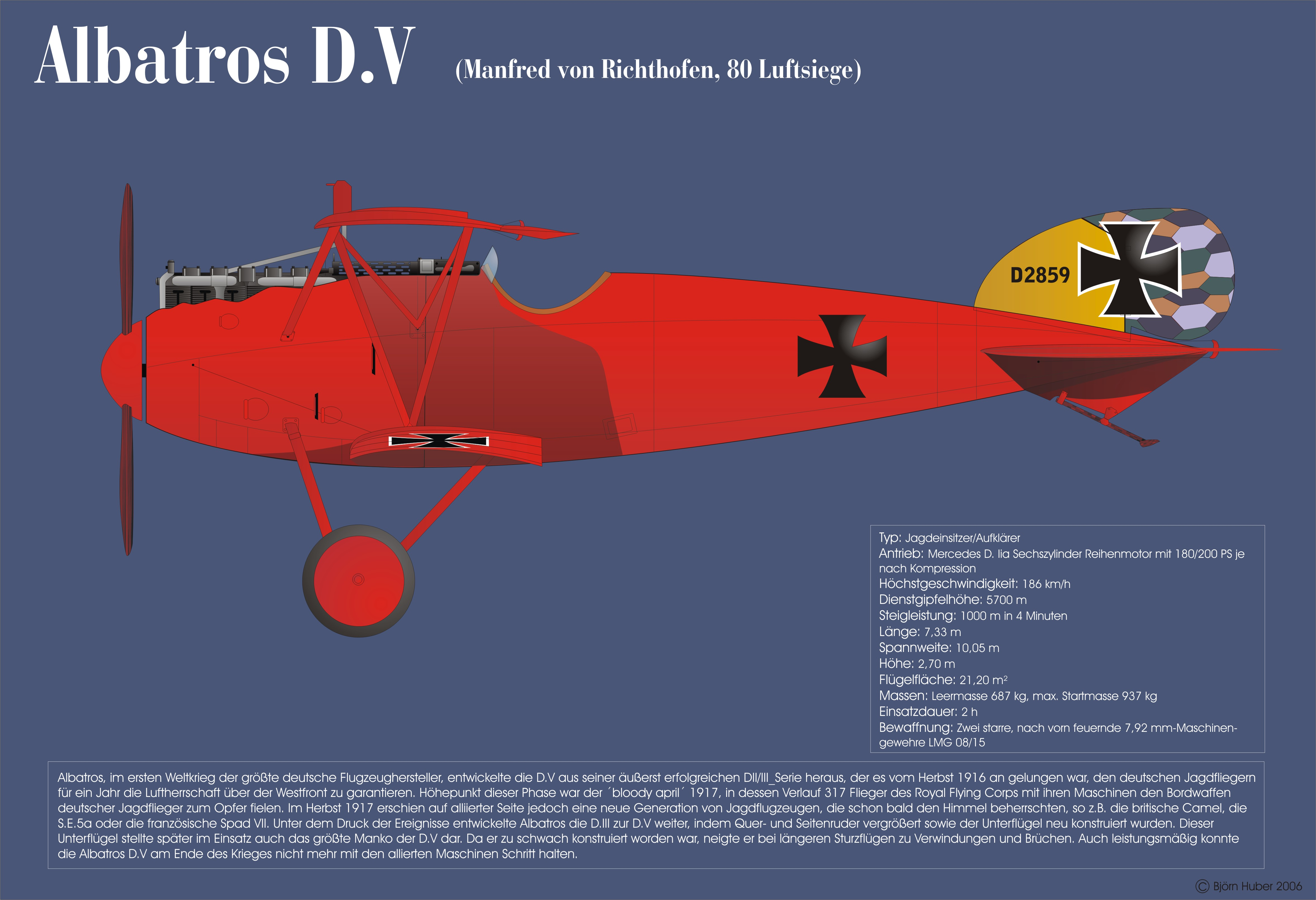
Reprodução do avião Albatros D.V usado pelo Barão Vermelho, Manfred von Richtofen

O novo motor  permitiu uma maior altitude máxima do Albatros D.Va. No entanto, os pilotos não depositavam confiança nos novos anexos e melhoramentos da asa inferior e recusavam se a fazer mergulhos íngremes em combate. Apesar disto, o número de aviões a participar em cada missão aumentou e tornou-se mais frequente.    
A Idflieg fez pedidos para 262 aeronaves D.Va em agosto de 1917, seguidos por outros 250 em setembro e 550 em outubro. A Ostdeutsche Albatros Werke , que estava envolvida na produção do D.III, recebeu pedidos de 600 aeronaves D.Va em outubro. As entregas do D.Va começaram em outubro de 1917.  Os problemas estruturais do Fokker Dr.I e o desempenho medíocre do Pfalz D.III deixaram o Luftstreitkräfte sem alternativa ao D.Va até o Fokker D.VII, que entrou em serviço em meados de 1918. 
A produção do D.Va cessou em abril de 1918. Em maio de 1918, 131 aeronaves D.V e 928 D.Va estavam em serviço na Frente Ocidental; os números declinaram quando o Fokker D.VII e outros tipos substituíram os Albatros nos últimos meses da guerra. Em 31 de agosto, menos de 400 caças de Albatros de todos os tipos permaneciam na frente, mas continuaram em serviço até o Armistício. 

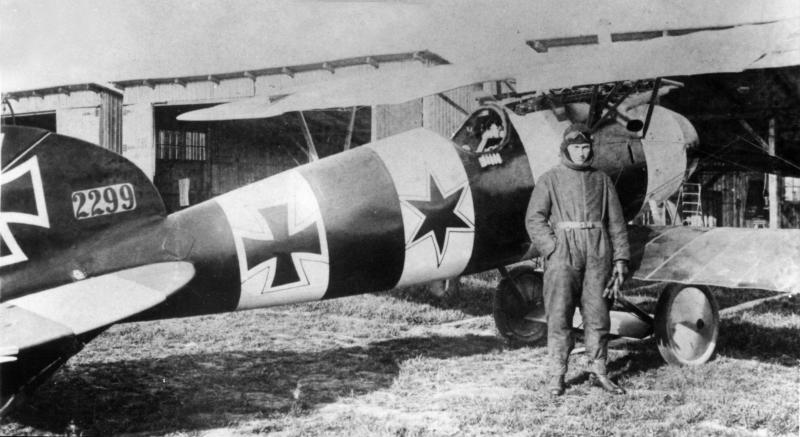
Bruno Loerzer, membro da Jasta 26 com o seu Albatros D.V

## Aviões Sobreviventes e Reproduções
Atualmente, apenas dois aviões Albatros D.V originais existem: um no Australian War Memorial em Camberra, Austrália e outro no Museu Nacional do Ar e Espaço da Smithsonian Institution, em Washington D.C.
Acredita-se que a série D.7161 / 17 serviu com Jasta 46 antes de ser capturada em abril ou maio de 1918. Em 1919, a aeronave foi apresentada ao De Young Memorial Museum em San Francisco, Califórnia. O Museu Nacional do Ar e Espaço adquiriu a aeronave em 1949. Foi armazenado até o início da restauração, em 1977. Desde 1979, o D.7161 / 17 está em exibição no Museu do Ar e Espaço, em Washington DC. Tem uma marcação pessoal de "Stropp" nas laterais da fuselagem.
A série D.5390 / 17 foi abatida durante uma escaramuça com um R.E.8 do Corpo de Voo Australiano em 17 de dezembro de 1917. Aterrou intacto atrás das linhas do 21º Batalhão de Infantaria da Segunda Divisão Australiana, AIF . A unidade recuperou a aeronave e levou o piloto, o Leutnant(Tenente) Rudolf Clausz, da Jasta 29, prisioneiro.  Em fevereiro de 1918, o Departamento de Guerra cedeu D.5390 / 17 à AFC como um troféu de guerra. Eventualmente, foi exibido no Australian War Memorial.  A aeronave foi removida da exibição em 2001 e passou por uma extensa restauração no Treloar Technology Center . Em 2008, o D.5390 / 17 retornou à exibição pública no ANZAC Hall da AWM em Canberra.
Um pequeno número de reproduções de Albatros D.Va foi construído ou adquirido; o Museu da Força Aérea Real em Colindale, Londres, tem uma réplica no Hangar 2 (anteriormente o Grahame Branco Factory), Old Rhinebeck Aerodrome (com o esquema de cores Rautenflagge para sua fuselagem traseira do ás Bávaro Hans Böhning).

## Operadores
Império Alemão
- Luftstreitkräfte
- Kaiserliche Marine

 Polónia
- Força Aérea Polaca (pós-guerra)

 Império Otomano

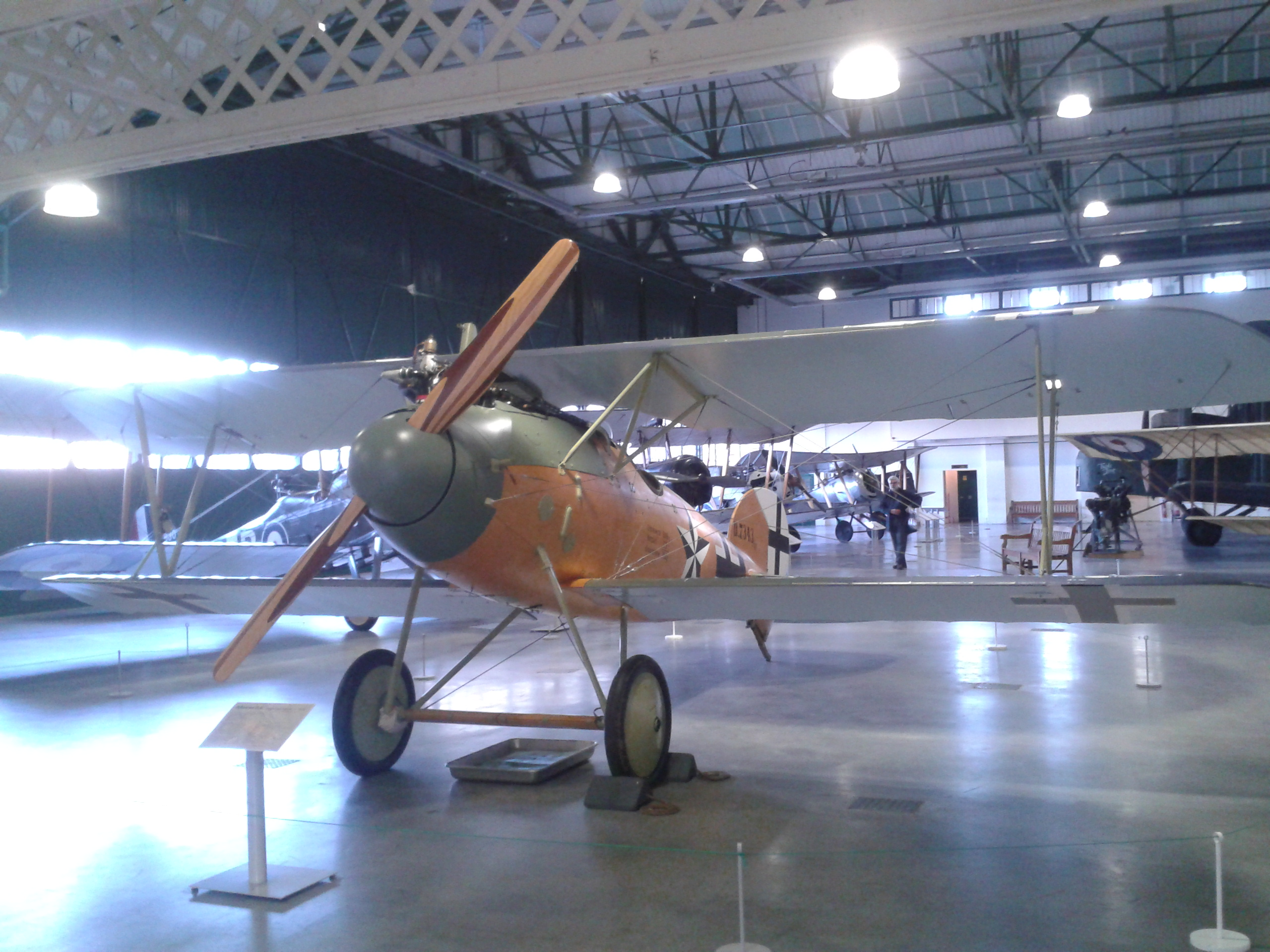

- Forças de aviação do Império Otomano (Frente Palestiniana)

## Galeria

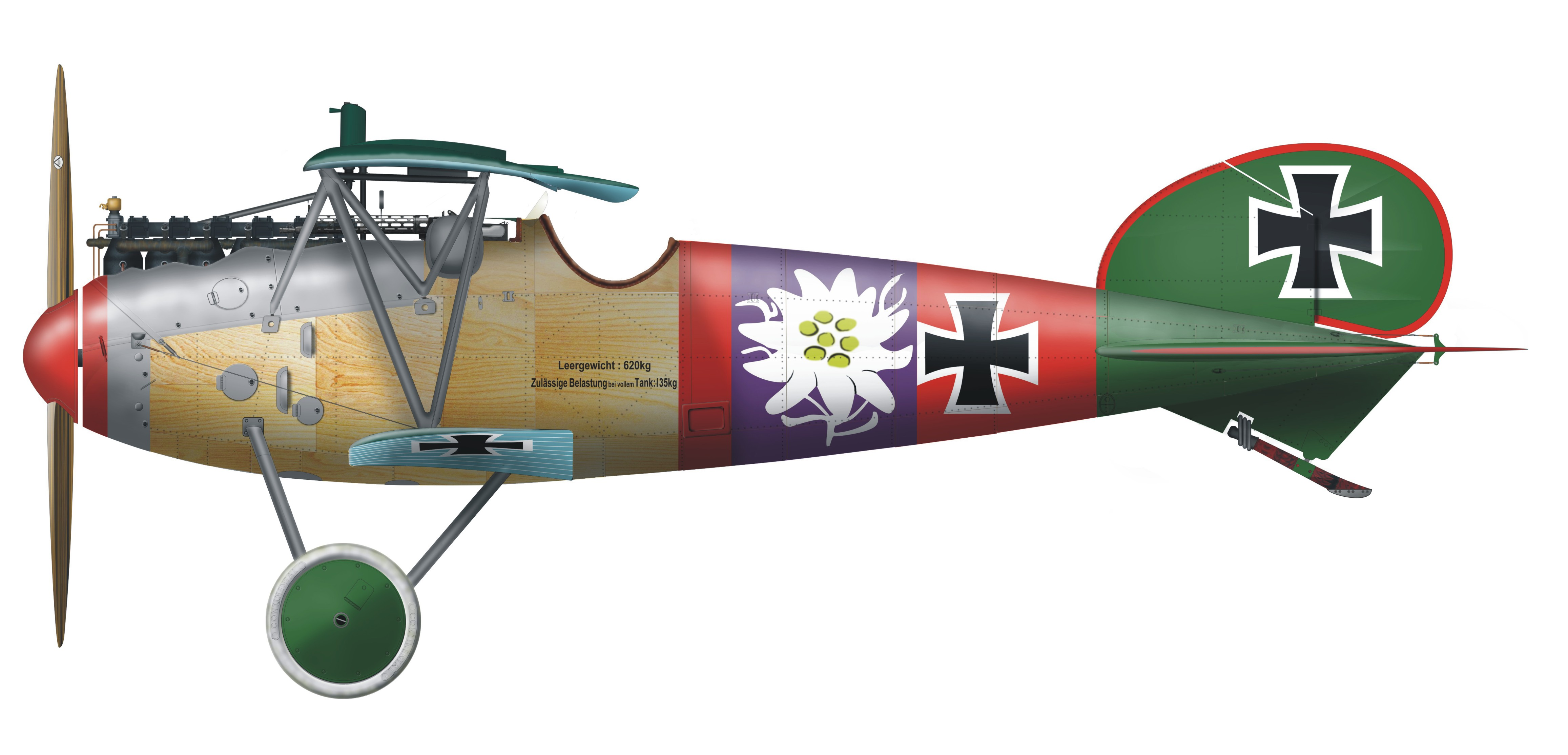
Albatros D.V, Jagdstaffel 5, voado por Paul Bäumer
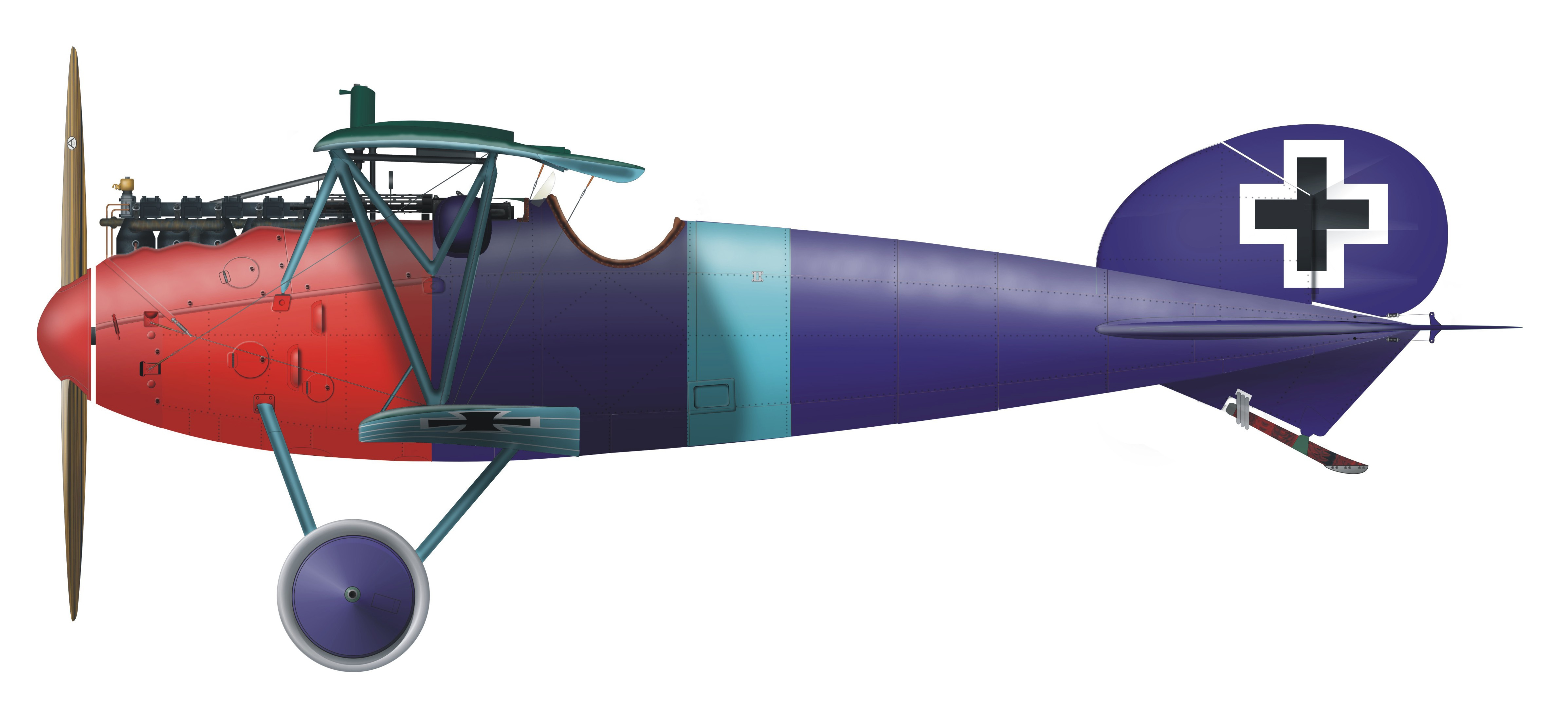
Albatros D.V, Jagdstaffel 15, voado pelo Leutnant Walter Dingel, early 1918
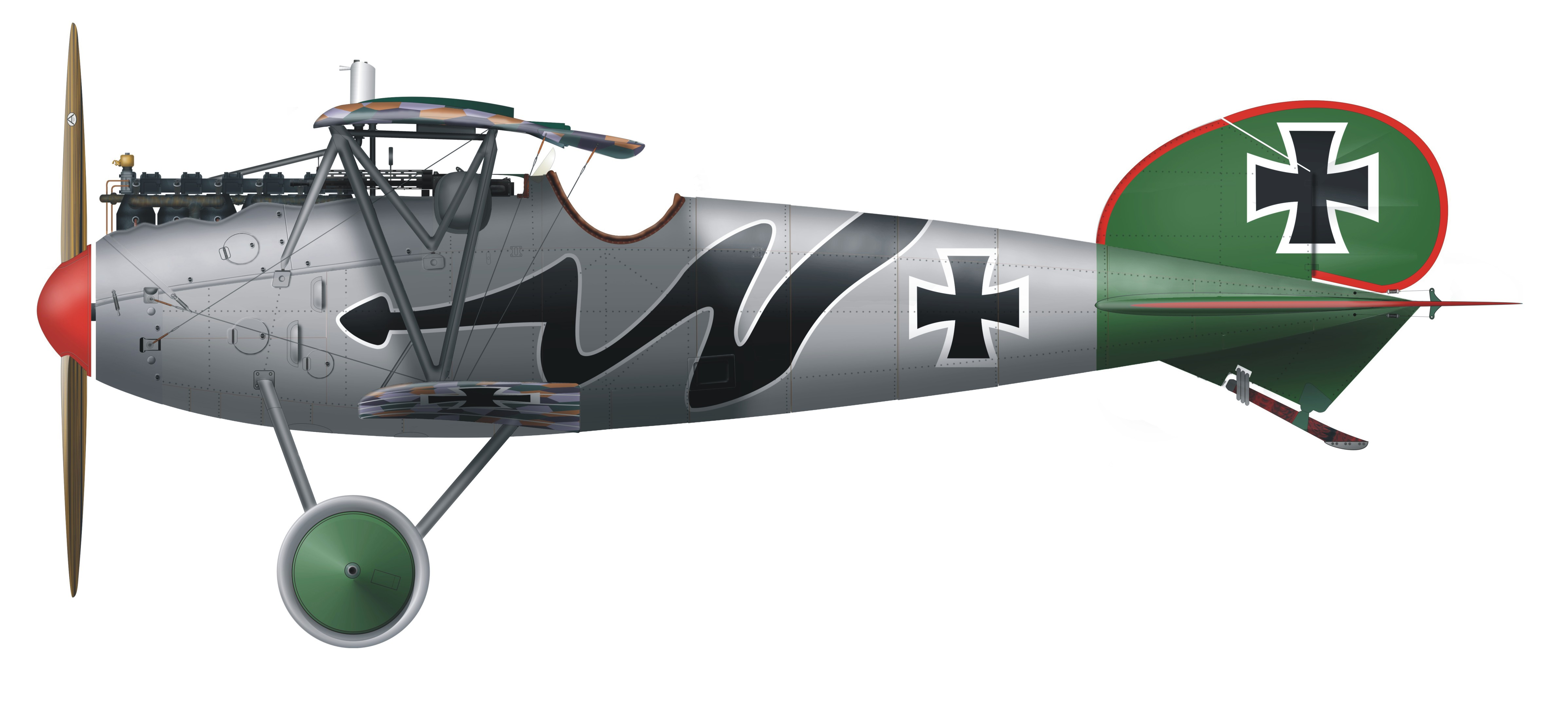
Albatros D.Va, Jagdstaffel 5, voado por Hans von Hippel
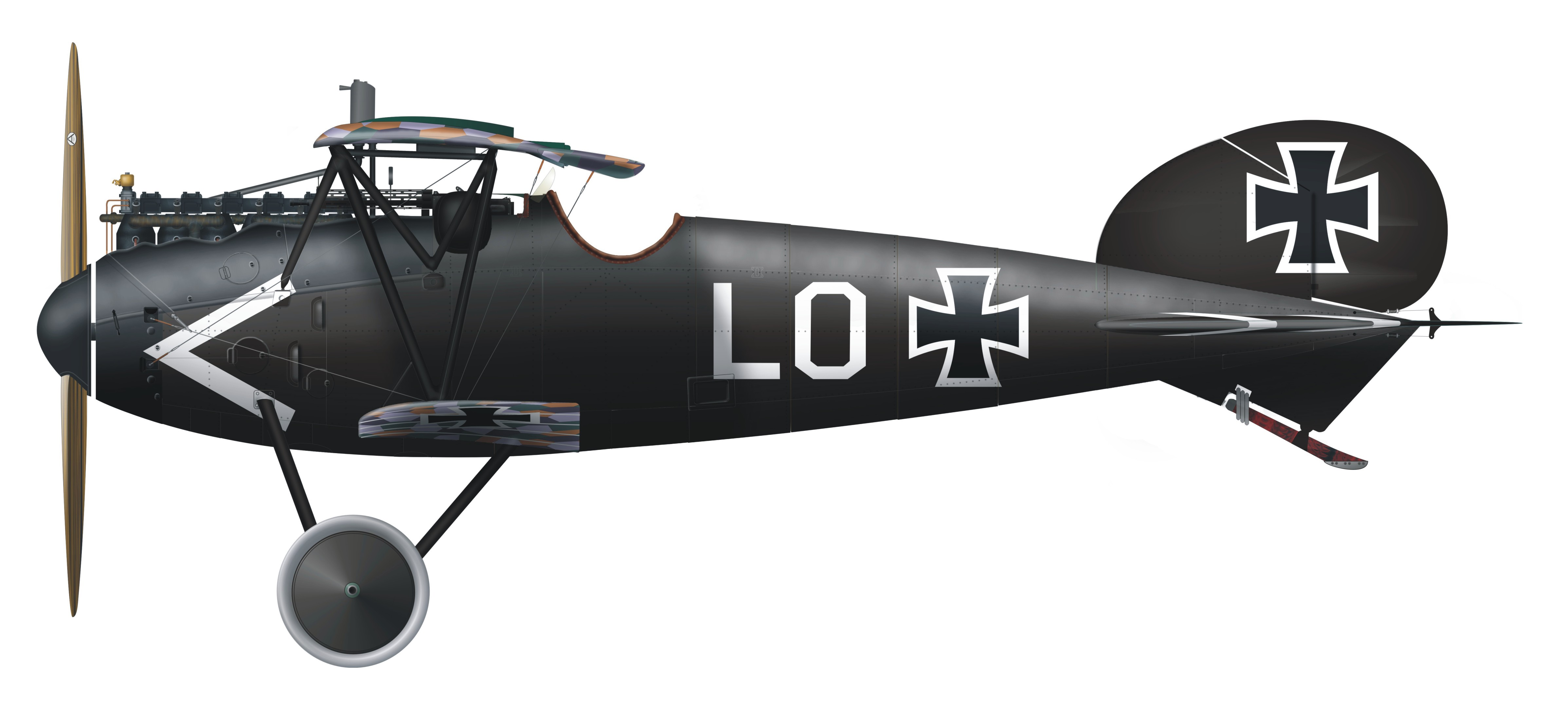
Albatros D.Va, Jasta 37, voado por Ernst Udet
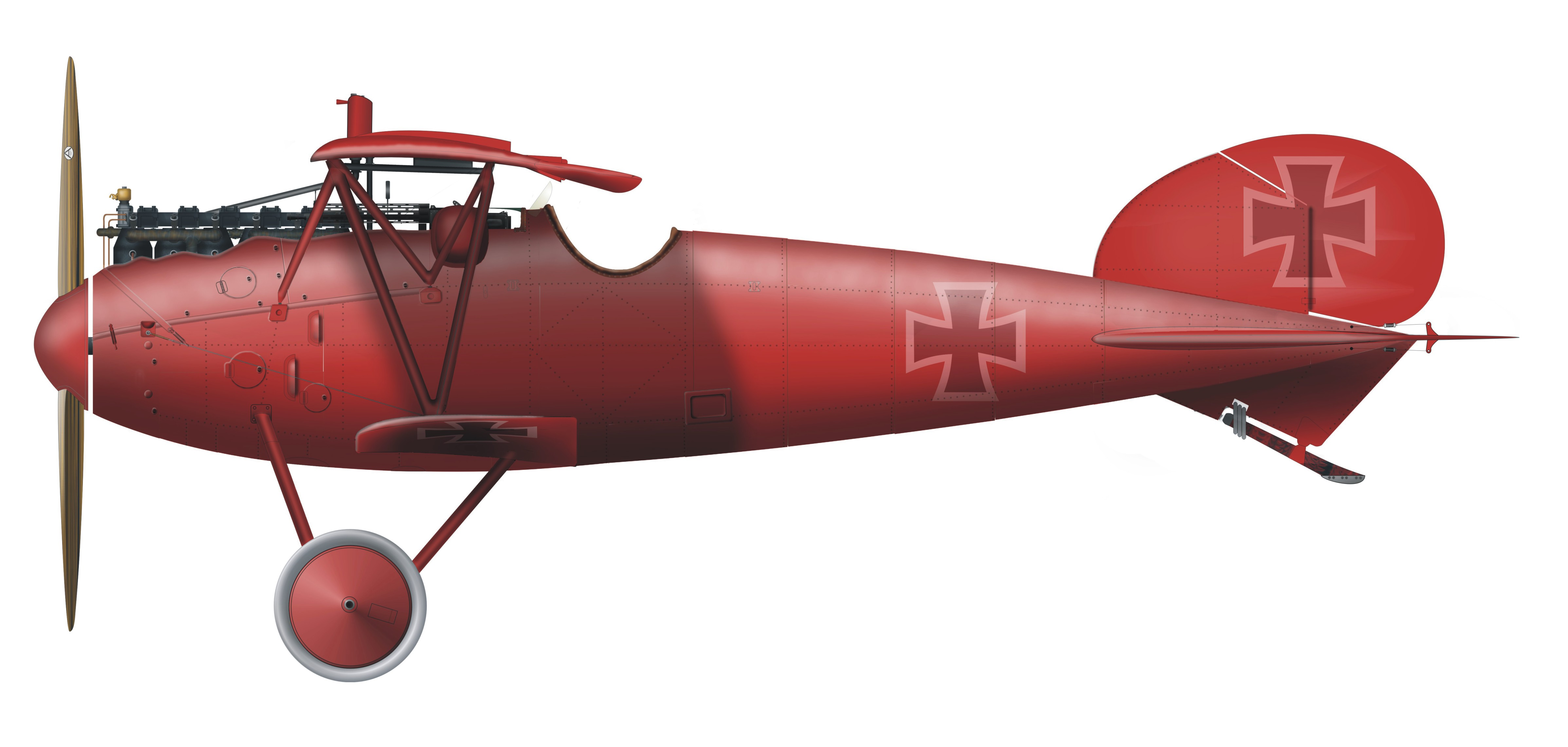
Albatros D.V, Jagdgeschwader 1, voado por Manfred von Richthofen, o Barão Vermelho
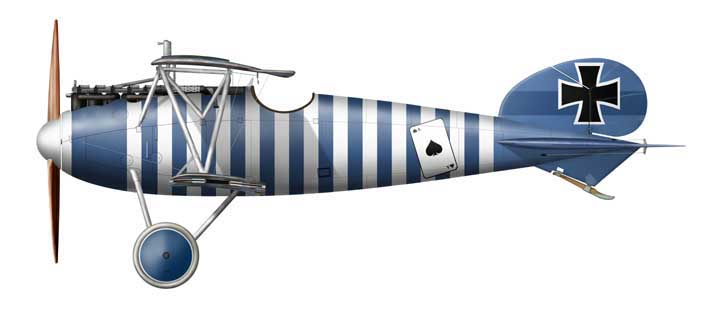
Albatros D.Va, Jasta 79b, voado pelo Leutnant Hans Böhning, early 1918

Bibliografia
- Bennett, Leon. Gunning for the Red Baron. College Station, Texas: Texas A&M University Press, 2006. ISBN 1-58544-507-X.
- Connors, John F. Albatros Fighters in Action (Aircraft No. 46). Carrollton, Texas: Squadron/Signal Publications, Inc., 1981. ISBN 0-89747-115-6.
- Gray, Peter and Owen Thetford. German Aircraft of the First World War. London: Putnam & Company Ltd., 1970. 2nd ed. ISBN 0-370-00103-6.
- Green, William and Gordon Swanborough. The Complete Book of Fighters. London: Salamander Books, 1994. ISBN 0-8317-3939-8.
- Grosz, Peter M. Albatros D.III (Windsock Datafile Special). Berkhamsted, Herts, UK: Albatros Publications, 2003. ISBN 1-902207-62-9.
- Guttman, Jon. SE 5A vs Albatros D V: Western Front 1917-18 (Duel 20). Oxford, UK: Osprey Publishing, 2009. ISBN 978-1-84603-471-8.
- Herris, Jack. Pfalz Aircraft of World War I (Great War Aircraft in Profile, Volume 4). Boulder, Colorado: Flying Machine Press, 2001. ISBN 1-891268-15-5.
- Mikesh, Robert C. Albatros D.Va: German Fighter of World War I. Washington, D.C.: Smithsonian Institution Press, 1980. ISBN 0-87474-633-7
- VanWyngarden, Greg. Albatros Aces of World War I Part 2 (Aircraft of the Aces No. 77). Oxford, UK: Osprey Publishing, 2007. ISBN 1-84603-179-6.
- Albatros D.V Windsock Datafile 3
- Profile Publications The Albatros D. V, number 9
- Francis, Norman Albatros Aces of World War I. Osprey nº32
- Connors, John F. Albatros fighters in action